# Александрин
 Тази статия е за стиха.  За кралицата на Дания вижте Александрин фон Мекленбург-Шверин.  
Александрин е стих, използван във френското стихосложение, който съдържа 12 срички. Александринът има две форми - тетраметър, или класически александрин (когато сричките са разпределени в две групи от по шест, всяка група съдържа две ударения), и триметър, или романтичен александрин (сричките са разпределени в три групи от по четири). Името идва от Li romans d'Alexandre, цикъл поеми от 12 век, написан в класически александрин.
Друго наименование на александрина е александрийски стих.